# SparkyLinux
SparkyLinux – polska dystrybucja Linuxa typu Live zbudowana na Debianie GNU/Linux z możliwością instalacji na dysku. Domyślnymi pulpitami systemu są LXQt oraz Xfce. Dystrybucja przeznaczona jest do zastosowań domowych.

## Historia
Projekt powstał w październiku 2011 roku. Początkowo rozwijany był jako remiks bazujący na Ubuntu (konkretnie na Xubuntu 11.04), z którego został usunięty standardowy pulpit Xfce i zastąpiony przez e17. System nosił wtedy roboczą nazwę ue17r (Ubuntu Enlightenment17 Remix).
W styczniu 2012 roku system bazowy został zmieniony z Ubuntu na Debiana z gałęzi stabilnej Squeeze oraz częściowo z gałęzi testowej Wheezy. Od tego czasu system zmienił również nazwę na SparkyLinux.
Od sierpnia 2012 systemem bazowym SparkyLinux został Debian z gałęzi testowej „Wheezy”. Finalna wersja systemu z linii 2.0 o nazwie kodowej Eris została wydana jako LiveDVD z dwoma pulpitami Enlightenment oraz LXDE. Zawiera wybrany zestaw programów, wtyczek i kodeków, które umożliwiają swobodną pracę na komputerze osobom bez większej znajomości konfiguracji systemu z rodziny Linux.
W grudniu 2012 roku została wydana specjalna Świąteczno/Noworoczna wersja systemu skierowana do miłośników gier 2.0.1 o nazwie kodowej „GameOver”. System został wyposażony w pulpit LXDE, kilka niezbędnych programów, dużą liczbę gier, klienta Desura i Steam oraz Wine i PlayOnLinux.
W styczniu 2013 roku została wydana wersja „Ultra Edition” przeznaczona dla starszych maszyn wyposażona w pulpity Openbox oraz JWM.
W marcu 2013 roku do rodziny SparkyLinux dołączyła wersja MATE Edition wyposażona w pulpit MATE – fork GNOME 2.
Kolejne wersje systemu, które weszły w skład dystrybucji to Razor-Qt oraz CLI działający z linii poleceń.
We wrześniu 2015 roku, do grupy SparkyLinux dołączyła nowa, specjalistyczna edycja przeznaczona do naprawy uszkodzonego systemu, odzyskiwania danych, etc., o nazwie SparkyLinux Rescue Edition.
Wraz z wersją 4.2 została udostępniona kolejna, specjalistyczna edycja SparkyLinux „Multimedia Edition”, która wyposażona jest w szeroki zestaw narzędzi służących do tworzenia i edycji grafiki, audio, wideo i stron HTML.
Sparky 4.3 zmienił nazwy dla edycji „CLI” oraz „Base Openbox” na „MinimalCLI” oraz „MinimalGUI”. Obydwie edycje „Minimal” wyposażone są w Sparky Advanced Installer, który umożliwia zainstalowanie systemu live wraz z jednym z około 20 pulpitów do wyboru.
Począwszy od wersji 4.6, Sparky dostępny jest również w wersji zbudowanej na pakietach Debiana z gałęzi stabilnej.

## Cechy
Wersja główna SparkyLinux dostępna jest z pulpitami LXQt oraz Xfce (dawniej LXDE). Sparky wyposażony jest w zestaw aplikacji codziennego użytku, który umożliwia przeglądanie zasobów, internetu, komunikację drogą elektroniczną, słuchanie muzyki i oglądanie filmów i słuchanie muzyki z dysku lokalnego lub sieciowego (media strumieniowe), tworzenie i edycję plików tekstowych, itd.

## Aplikacje
Niektóre aplikacje wchodzące w skład obrazów iso SparkyLinux:
- Sieć: Firefox, Thunderbird, gFTP, multikomunikator Pidgin, Liferea, Transmission;
- Multimedia: Xfburn, VLC, odtwarzacz muzyki Audacious, SMPlayer YouTube Browser, Pavucontrol;
- Biuro: LibreOffice, przeglądarka dokumentów Evince/Atril, edytory tekstu Leafpad i nano;
- Grafika: Simple Scan, GPicView;
- Inne: Wine, GParted.

Oprócz standardowych (podstawowych) repozytoriów Debiana testowego, Sparky używa własne repozytorium, które oferuje dostęp do wielu autorskich rozwiązań. W skład zestawu własnych aplikacji, wchodzą m.in.:
- Custom ISO Builder – narzędzie do przebudowy obrazów iso SparkyLinux oraz niektórych obrazów Live bazujących na Debianie
- Deb Package Builder – narzędzie do budowania pakietów DEB
- LightScribe On-Line Installer
- Skype On-Line Installer
- Sparky APTus – zestaw skryptów do zarządzania pakietami
- Sparky APTus Extra – aplikacja, dzięki której w prosty sposób można zainstalować ‘popularne’ od zewnętrznych twórców
- Sparky APTus Gamer – aplikacja służąca do instalacji różnego rodzaju emulatorów (starych) systemów i maszyn
- Sparky APTus Upgrade – skrypt, który wykona pełną aktualizację całego systemu
- Sparky Backup Sys – aplikacja służąca do utworzenia kopii zapasowej instalacji SparkyLinux, w postaci obrazu ISO, dzięki któremu możliwe jest zainstalowanie kopii na uszkodzonym systemie lub innym komputerze
- Sparky Center – centrum sterowania/konfiguracji systemem, dla edycji z pulpitem LXDE
- Sparky Chrooter – narzędzie służące do automatycznego chrootowania (zmiany głównego systemu plików)
- Sparky Codecs – narzędzie do instalacji popularnych kodeków i wtyczek multimedialnych
- Sparky Compton – konfigurator ustawień menadżera kompozycji Compton
- Sparky Conky – konfigurator ustawień monitora systemu Conky
- Sparky Desktop – dodatek do Sparky APTus umożliwiający zainstalowanie wielu dodatkowych pulpitów
- Sparky Eraser – graficzny interfejs dla dwóch konsolowych aplikacji, służących do permanentnego usuwania plików i folderów
- Sparky Live USB Creator – graficzny interfejs dla polecenia konsolowego ‘dd’, służący do wykonania bootowalnego dysku Live USB
- Sparky Office – aplikacja, która umożliwia zainstalowanie wybranego pakietu biurowego
- Sparky Screenshot – graficzny interfejs dla konsolowego programu ‘scrot’, służący do zapisu obrazu pulpitu
- Sparky USB Formatter – graficzne narzędzie do formatowania dysku Flash USB
- Sparky Users – narzędzie do zarządzania użytkownikami systemu
- Sparky Web Browser Installer – aplikacja służąca do instalacji około 20 różnych przeglądarkek stron www
- Sparky Xdf – graficzny interfejs dla konsolowego polecenie ‘df’, służący do sprawdzanie wolnej przestrzeni dyskowej
- VMware Player On-Line Installer

Repozytoria SparkyLinux zawierają również popularne aplikacje z zewnętrznych źródeł, które można zainstalować za pomocą menadżera pakietów, Synaptic, APT lub Sparky APTus Extra, np:
- BlueGriffon (fork KompoZer)
- bspwm – menadżer okien
- Dropbox
- Enlightenment – menadżer okien
- JDownloader
- Lumina Desktop
- Manokwari Desktop
- MegaSync
- Nightingale (fork Songbird)
- RSSOwl
- SeaMonkey
- SpiderOak
- Steam
- TeamViewer
- TOR Browser
- TOR Messenger
- TrueCrypt
- VeraCrypt (fork TrueCrypt)
- Vuze (dawniej: Azureus)
- Yad

## Instalacja
Wybrany (hybrydowy) obraz ISO SparkyLinux, po pobraniu z oficjalnej strony projektu, można nagrać na czystą płytę DVD lub skopiować na pamięć Flash USB. Uruchomiony z tak przygotowanego nośnika system może być używany w trybie Live bez instalacji, lub zainstalowany na wybranej partycji dysku twardego lub innego urządzenia Flash USB.
W systemie Live dostępne są dwa instalatory:

1. Calamares – domyślny instalator systemu działający z trybie graficznym, który pozwala na instalację systemu na maszynach wyposażonych w BIOS oraz UEFI (32/64 bit).

2. SparkyLinux Advanced Installer – dodatkowy instalator używany w starszych wersjach SparkyLinux, który działa zarówno w trybie graficznym oraz tekstowym. Cechuje się obsługą maszyn wyposażonych w BIOS oraz UEFI i jest rekomendowany dla starszych komputerów.
Począwszy od SparkyLinux 3.4, Live Installer posiada wsparcie dla instalacji na 64-bitowych maszyn wyposażonych w UEFI.
SparkyLinux 4.0 umożliwia również instalację na 32-bitowych maszynach z UEFI.

## Wydania
| Data       | Wydanie                              |
| ---------- | ------------------------------------ |
| 07.12.2023 | SparkyLinux 7.2 „Orion Belt”         |
| 13.09.2023 | SparkyLinux 7.1 „Orion Belt”         |
| 15.06.2023 | SparkyLinux 7.0 „Orion Belt”         |
| 11.11.2021 | SparkyLinux 6.1 „Po Tolo”            |
| 19.08.2021 | SparkyLinux 6.0 „Po Tolo”            |
| 03.05.2021 | SparkyLinux 5.15 „Nibiru”            |
| 04.02.2021 | SparkyLinux 5.14 „Nibiru”            |
| 05.11.2020 | SparkyLinux 5.13 „Nibiru”            |
| 07.10.2019 | SparkyLinux 5.9 „Nibiru”             |
| 07.01.2019 | SparkyLinux 5.6.2 „Nibiru”           |
| 10.03.2018 | SparkyLinux 5.3 „Nibiru”             |
| 20.12.2017 | SparkyLinux 5.2 „Nibiru”             |
| 27.09.2017 | SparkyLinux 5.1 „Nibiru”             |
| 16.07.2017 | SparkyLinux 5.0 „Nibiru”             |
| 03.12.2016 | SparkyLinux 4.5 „Tyche”              |
| 20.08.2016 | SparkyLinux 4.4 "Tyche"              |
| 29.04.2016 | SparkyLinux 4.3 "Tyche"              |
| 21.12.2015 | SparkyLinux 4.2 „Tyche”              |
| 02.10.2015 | SparkyLinux 4.1 "Tyche"              |
| 26.06.2015 | SparkyLinux 4.0 „Tyche”              |
| 08.12.2014 | SparkyLinux 3.6 "Annagerman"         |
| 06.09.2014 | SparkyLinux 3.5 „Annagerman”         |
| 04.06.2014 | SparkyLinux 3.4 "Annagerman"         |
| 07.03.2014 | SparkyLinux 3.3 „Annagerman”         |
| 10.12.2013 | SparkyLinux 3.2 „Annagerman”         |
| 30.09.2013 | SparkyLinux 3.1 „Annagerman”         |
| 07.08.2013 | SparkyLinux 3.0 "GameOver"           |
| 27.07.2013 | SparkyLinux 3.0 „Annagerman”         |
| 27.03.2013 | SparkyLinux 2.1 "GameOver"           |
| 19.03.2013 | SparkyLinux 2.1 „Eris”               |
| 29.01.2013 | SparkyLinux 2.1 „Eris” Ultra Edition |
| 18.12.2012 | SparkyLinux 2.0.1 „GameOver”         |
| 12.10.2012 | SparkyLinux 2.0 "Eris"               |
| 19.05.2012 | SparkyLinux 1.0 "Venus" FullDVD      |
| 05.05.2012 | SparkyLinux 1.0 "Venus" LiteCD       |